# ۱۳۶۷ (خورشیدی)
سال ۱۳۶۷ هجری خورشیدی سالی عادی است.
سرآغاز آن دوشنبه ۱ فروردین/حمل ۱۳۶۷ خورشیدی برابر با ۲۱ مارس ۱۹۸۸ میلادی (مطابق ۲ شعبان ۱۴۰۸ قمری قراردادی) و لحظهٔ تحویل آن، ساعت ۱۳:۰۸:۵۶ روز یکشنبه ۳۰ اسفند ۱۳۶۶ خورشیدی برابر با ۲۰ مارس ۱۹۸۸ میلادی (مطابق ۱ شعبان ۱۴۰۸ قمری قراردادی) به وقت ایران بود.

## نام‌گذاری‌ها
- این سال در گاه‌شماری حیوانی سال اژدها یا نهنگ است.

## رویدادها

### اردیبهشت/ثور
۲۷ اردیبهشت: شروع خروج نیروهای شوروی از افغانستان که تا ۲۶ بهمن/دلو ادامه داشت. (۱۵ می ۱۹۸۸ تا ۱۵ فبروری ۱۹۸۹)

### خرداد/جوزا
تشکیل سومین دوره مجلس شورای اسلامی

### تیر/سرطان
- ۱۲ تیر - سرنگونی هواپیمای مسافربری ایران توسط آمریکا
- ۲۹ تیر - پذیرش قطعنامه ۵۹۸ توسط ایران با تدبیر امام امت خمینی کبیر ره

پایان یافتن جنگ ایران و عراق، موافقت مقام عظمای ولایت و نایب امام زمان حضرت امام  خمینی  ره با تشکیل مجمع روحانیون مبارز توسط انشعاب کنندگان از جامعه روحانیت مبارز تهران

### مرداد/اسد
- اعدام‌های دسته‌جمعی تابستان ۱۳۶۷ ایران

### شهریور/سنبله
- ۱۵ شهریور - مخالفت روح‌الله خمینی با استعفای میرحسین موسوی از نخست وزیری

### بهمن/دلو
- سه شنبه ۲۵ بهمن صدور فتوای حکم اعدام سلمان رشدی نویسنده کتاب آیات شیطانی توسط روح‌الله خمینی
- ۲۶ دلو. خارج شدن آخرین سرباز شوروی از افغانستان.

## زادروزها

### فروردین

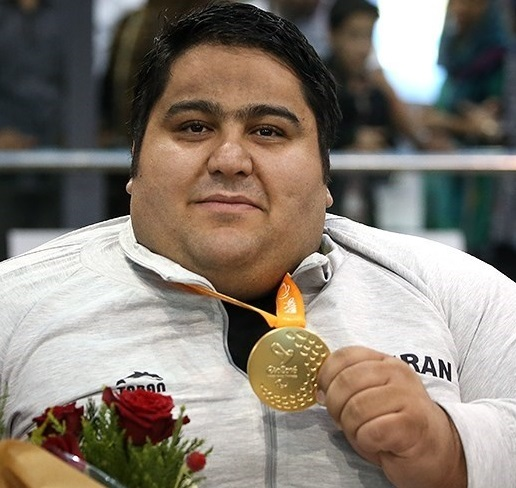
سیامند رحمان

- فروردین - سید عمادالدین خاتمی، عضو شورای مرکزی حزب اتحاد ملت ایران اسلامی و فرزند سید محمد خاتمی
- ۱ فروردین - سیامند رحمان، وزنه بردار
- ۱ فروردین - نرگس کلباسی، نیکوکار و بنیانگذار خیریه پریشان
- ۱ فروردین - احمد بوعذار، فوتبالیست
- ۲ فروردین - حسین سمندر، کاراته کار
- ۲ فروردین - مهسا مردانی، تکواندوکار
- ۹ فروردین - رسول شاهسونی، مخترع، کارآفرین و پژوهشگر
- ۲۱ فروردین - حامد زمانی، خواننده انقلابی

### اردیبهشت
- ۵ اردیبهشت - بهرام نورایی، خواننده رپ ایرانی
- ۷ اردیبهشت - شهاب مظفری، خواننده، ترانه‌سرا و آهنگساز
- ۱۲ اردیبهشت - علیرضا حقیقی، فوتبالیست
- ۱۴ اردیبهشت - محسن فروزان، فوتبالیست
- ۲۵ اردیبهشت - آتوسا پورکاشیان، استاد بزرگ شطرنج
- ۱۶ اردیبهشت - حجت زنگوئی، بدنساز
- ۲۸ اردیبهشت - روزبه ارغوان، بازیکن بسکتبال
- ۲۹ اردیبهشت - مسعود حجی‌زواره، تکواندوکار

### خرداد
- ۲ خرداد - وحید نعمتی، فوتبالیست
- ۷ خرداد - میلاد مسائلی، بازیکن هندبال
- ۹ خرداد - نورا نراقی، موتور کراس ران
- ۱۲ خرداد - محمد پروین، فوتبالیست و پسر علی پروین
- ۱۴ خرداد - جاسم بخشی، بازیکن فوتبال هفت نفره
- ۱۵ خرداد - بهزاد زادعلی‌اصغری، بازیکن فوتبال پنج نفره
- ۱۶ خرداد - اسماعیل شریفات، فوتبالیست
- ۱۹ خرداد - سعید زنگویی، ورزشکار تیر و کمان

### تیر
- ۱ تیر - مائده برهانی، بازیکن والیبال
- ۱ تیر - مجتبی شجاعی، قایقران
- ۲ تیر - احسان روزبهانی، بوکسور
- ۵ تیر - میلاد فراهانی، فوتبالیست
- ۱۰ تیر - سجاد مردانی، تکواندوکار
- ۱۵ تیر - عماد میرجوان، فوتبالیست
- ۲۹ تیر - شهرام محمودی، والیبالیست
- ۳۰ تیر - صدف طاهریان، بازیگر و مدل

### مرداد
- مرداد - مهدی ناظری، عکاس

### شهریور
- ۷ شهریور - محسن حاجی‌پور، کشتی گیر
- ۱۰ شهریور - بهنام مهدی‌زاده، کشتی گیر
- ۱۲ شهریور - حنا مخملباف کارگردان و فرزند محسن مخملباف
- ۱۷ شهریور - احمد اسماعیل‌پور، بازیکن فوتسال
- ۱۸ شهریور - محمد بیداریان، شناگر
- ۲۰ شهریور - مجتبی حیدرپور، بازیکن هندبال
- ۲۵ شهریور - سینا عشوری، فوتبالیست
- ۲۷ شهریور - فرانک پرتوآذر، دوچرخه سوار
- ۳۰ شهریور - سجاد زنگویی، تکواندوکار

### مهر
- مهر - میلاد عرفان‌پور، شاعر
- ۱ مهر - سهراب مرادی، وزنه بردار
- ۷ مهر - حمید لکزایی، قهرمان بدنسازی
- ۱۷ مهر - علی‌اصغر عاشوری، فوتبالیست
- ۳۰ مهر - میثم شجاعیان، بازیکن فوتبال پنج نفره

### آبان
- آبان - محمود صمیمی، ورزشکار پرتاب دیسک
- ۱۰ آبان - سحر محمدی، خواننده و نوارنده تار و سه تار
- ۱۵ آبان - محسن حاجی‌حسنی کارگر، قاری قرآن (مرگ ۱۳۹۴)

### آذر
- آذر - مرجان کلهر، اسکی باز
- آذر - نازنین دیهیمی، مترجم و روزنامه نگار (مرگ ۱۳۹۶)
- ۱۴ آذر - مریم طوسی، دونده سرعت
- ۲۴ آذر - حمید احمدی درج، بازیکن فوتسال
- ۲۸ آذر - نسرین دوستی، کاراته کار
- ۳۰ آذر - اردلان رزاز رحمتی، خواننده ایرانی سوئدی
- ۳۰ آذر - یاسمین، خواننده

### دی
- دی - فرهاد توکلی، بازیکن فوتسال
- ۲ دی - هما حسینی، قایقران
- ۲ دی - نسترن ملکی، تکواندوکار
- ۱۷ دی - اشکان خیل‌نژاد، طراح، بازیگر و کارگردان تئاتر
- ۲۴ دی - سامان آقازمانی، فوتبالیست
- ۲۸ دی - کمال کامیابی‌نیا، فوتبالیست

### بهمن
- ۱ بهمن - آرش افشین، بازیکن فوتبال

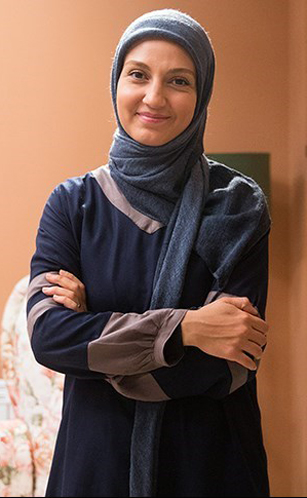
حدیث میرامینی

- ۲ بهمن -  مهدیار آقاجانی،  موسیقی‌دان و آهنگساز
- ۴ بهمن - هنگامه حمیدزاده، بازیگر
- ۱۲ بهمن - رضا حقیقی، فوتبالیست
- ۱۲ بهمن - فاطمه حمامی، نقاش
- ۱۶ بهمن - ایمان موسوی، فوتبالیست
- ۱۷ بهمن - فرشته کریمی، بازیکن فوتسال
- ۱۹ بهمن  - حدیث میرامینی، بازیگر

۲۹ بهمن - عماد قویل، خواننده رپ سیاسی و اجتماعی
- ۳۰  بهمن - مهرداد صدیقیان، بازیگر

### اسفند
- ۳ اسفند - پروفسور عالیه صبور، ریاضی‌دان و جوان‌ترین استاد دانشگاه
- ۱۱ اسفند - سپیده توکلی، ورزشکار دو و میدانی
- ۱۲ اسفند - محمدمهدی نظری، فوتبالیست
- ۱۴ اسفند - محمد قاسمی‌نژاد، فوتبالیست
- ۲۰ اسفند - محمد خراط، بازیکن فوتبال هفت نفره
- ۲۷ اسفند - جاناتن آهدوت، بازیگر ایرانی یهودی

## درگذشت‌ها

### بهار
فروردین
- فروردین - سامی تحصنی، بازیگر سینما و تئاتر (زاده ۱۳۰۲)
- فروردین - شهید ایاز محمدزاده تولون، فرمانده گردان ۱۱۴ لشکر ۱۶زرهی و از شهدای جنگ ایران و عراق (زاده ۱۳۲۴)
- ۱۹ فروردین - آذر دانشی، دوبلور (زاده ۱۳۰۸)

اردیبهشت
- ۱۲ اردیبهشت - محمدعلی زرندی، بازیگر و دوبلور (زاده ۱۳۰۴)
- ۱۵ اردیبهشت - حمید میرزا، پسر محمدحسن میرزا و آخرین ولیعهد قاجار (زاده ۱۲۹۷)

خرداد
- خرداد - شمس قنات‌آبادی، سیاستمدار (زاده ۱۲۹۳)
- ۸ خرداد - عباس نعلبندیان، نمایشنامه نویس {خودکشی} (زاده ۱۳۲۶)

### تابستان
تیر
- ۴ تیر - شهید علی هاشمی، پاسدار و از فرماندهان سپاه پاسداران و از شهدای جنگ ایران و عراق (زاده ۱۳۴۰)
- ۸ تیر - میر احمد ثاراللهی، شاعر (زاده ۱۲۸۴)
- ۱۹ تیر - هرایر خالاتیان، روزنامه نگار، مترجم و سیاستمدار ایرانی ارمنی تبار (زاده ۱۳۰۸)

مرداد
- مرداد - ابوذر ورداسبی، محقق، نویسنده و عضو سازمان مجاهدین خلق ایران و از کشته شدگان عملیات فروغ جاویدان (زاده ۱۳۲۸)
- ۱۴ مرداد - سرتیپ محمدتقی ریاحی، نظامی، از اعضای جبهه ملی ایران و وزیر دفاع در دولت مهدی بازرگان (زاده ۱۲۸۹)

شهریور
- شهریور - محمد پورهرمزان، از رهبران حزب توده ایران، روشنفکر، مترجم آثار لنین و نویسنده و از قربانیان اعدام دسته‌جمعی زندانیان سیاسی ایران در تابستان ۱۳۶۷ (زاده ۱۳۰۰)
- شهریور - علی گلاویژ، نویسنده، گوینده رادیو، از اعضای کمیته مرکزی حزب توده ایران و از قربانیان اعدام دسته‌جمعی زندانیان سیاسی ایران در تابستان ۱۳۶۷ (زاده ۱۳۰۱)
- شهریور - فرج‌الله میزانی، تاریخدان، از دبیران کمیته مرکزی حزب توده ایران و از قربانیان اعدام دسته‌جمعی زندانیان سیاسی ایران در تابستان ۱۳۶۷ (زاده ۱۳۰۵)
- شهریور - منوچهر بهزادی، از اعضای کمیته مرکزی حزب توده ایران و از قربانیان اعدام دسته‌جمعی زندانیان سیاسی ایران در تابستان ۱۳۶۷ (زاده ۱۳۰۶)
- شهریور - سرهنگ رحیم شمس، نظامی و عضو حزب توده ایران و از قربانیان اعدام دسته‌جمعی زندانیان سیاسی ایران در تابستان ۱۳۶۷ (زاده ۱۳۱۷)
- شهریور - هیبت‌الله معینی چاغروند، از رهبران سازمان فداییان خلق ایران (اکثریت) و از قربانیان اعدام دسته‌جمعی زندانیان سیاسی ایران در تابستان ۱۳۶۷ (زاده ۱۳۲۹)
- شهریور - اصغر آراسته، معلم، پیرو مکتب مارکسیسم و عضو سازمان فداییان خلق ایران (اکثریت) و از قربانیان اعدام دسته‌جمعی زندانیان سیاسی ایران در تابستان ۱۳۶۷ (زاده ۱۳۳۲)
- ۱۰ شهریور - حسن سجادی‌نژاد، پدر حسابداری ایران (زاده ۱۲۹۶)
- ۲۷ شهریور - محمدحسین شهریار، شاعر (زاده ۱۲۸۵)

### پاییز
مهر
- مهر - رضا صراف‌زاده، بازرگان و سیاستمدار (زاده ۱۲۷۸)
- مهر - محمدعلی صفریان، مترجم (زاده ۱۳۰۸)
- ۳ مهر - احمد شیرازی، کارگردان و مدیر فیلم برداری (زاده ۱۳۰۹)
- ۱۶ مهر - فتح‌الله امید نجف‌آبادی، مجتهد، روحانی و سیاستمدار و افشا کننده ماجرای مک‌فارلین {اعدام} (زاده ۱۳۲۲)

آبان
- ۵ آبان - آیت الله سید روح‌الله خاتمی، روحانی، فقیه و امام جمعه شهر یزد و پدر سید محمد خاتمی (زاده ۱۲۸۵)

آذر
- ۴ آذر - دکتر کاظم سامی، پزشک و وزیر بهداشت در دولت مهدی بازرگان {ترور} (زاده ۱۳۱۴)

### زمستان
دی
- دی - عباس مهردادیان، بازیگر (زاده ۱۳۱۳)
- ۱۳ دی - عزت‌الله مقبلی، دوبلور و بازیگر (زاده ۱۳۱۲)
- ۲۲ دی - سیدغلامرضا سعیدی، نویسنده و مترجم (زاده ۱۲۷۴)

بهمن
- ۱ بهمن - محمدعلی وارسته، از اعضای اصلی در مذاکرات ملی شدن صنعت نفت ایران و وزیر دارایی (زاده ۱۲۷۳)
- ۳۰ بهمن - فیروز شیروانلو، نویسنده و مترجم (زاده ۱۳۱۷)

اسفند
- ۱۴ اسفند - پروفسور عباس ریاضی کرمانی، ستاره شناس و ریاضی دان (زاده ۱۲۸۶)